# Dozmat
Dozmat là một thị trấn thuộc hạt Vas, Hungary. Thị trấn này có diện tích 8,54 km², dân số năm 2010 là 232 người, mật độ 27 người/km².